# 乔·莱登
乔·莱登（英語：Joe Lydon，1878年2月2日—1937年8月19日），生于爱尔兰，美国男子拳击、足球运动员。他曾代表美国参加1904年夏季奥林匹克运动会，获得一枚银牌和一枚铜牌。